# Wilhelm Haberling

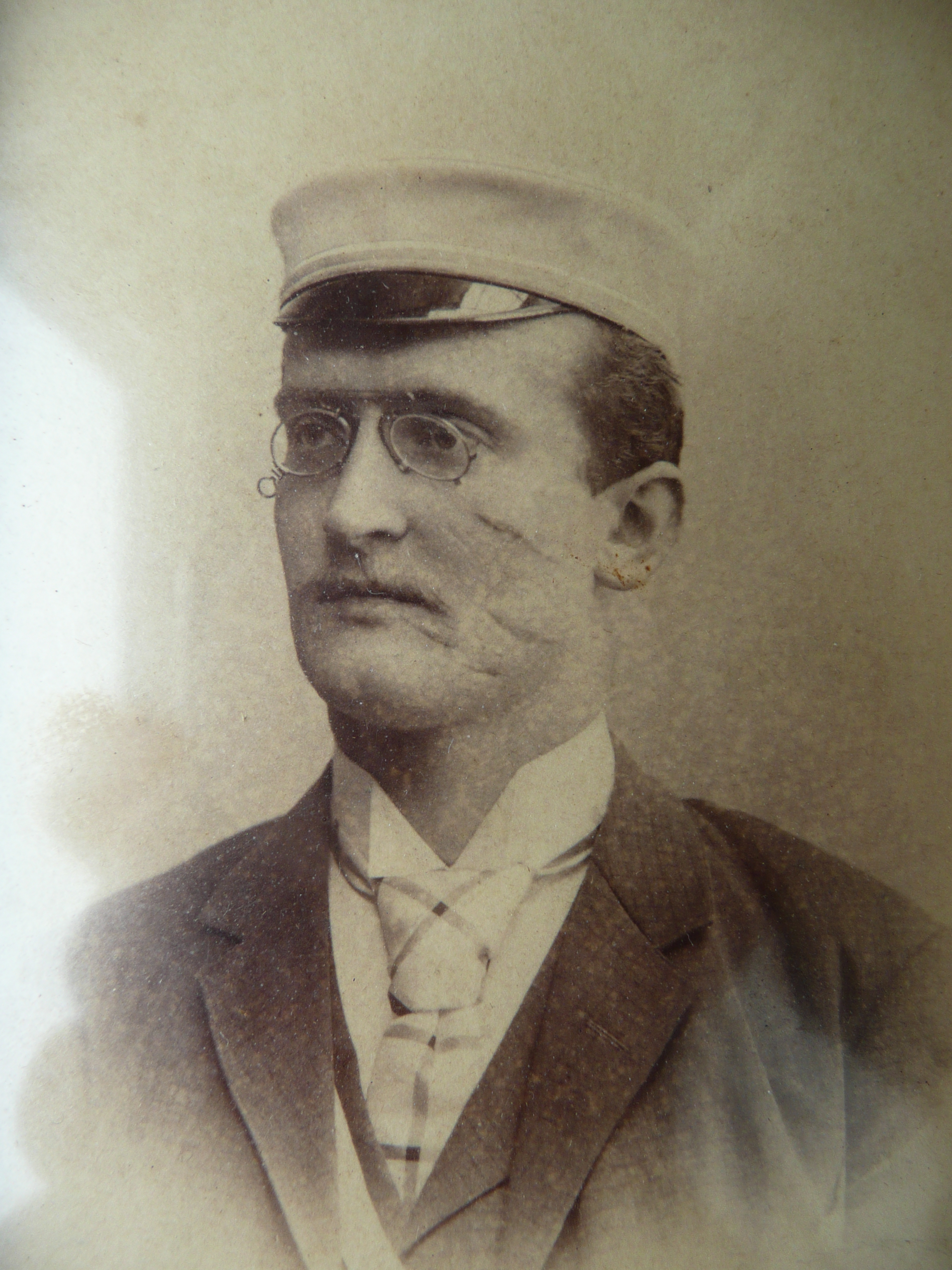
Wilhelm Haberling (1889)

Wilhelm Haberling (* 14. Februar 1871 in Liegnitz; † 22. August 1940 in Düsseldorf) war ein deutscher Medizinhistoriker. Von 1923 bis 1939 wirkte er als a.o. Professor an der Medizinischen Akademie Düsseldorf.

## Leben
Haberling war ein Nachfahre von Siegmund Hahn, dem Begründer der Hydrotherapie. Als Arztsohn begann er an der Universität Breslau Medizin zu studieren. 1889 wurde er im Corps Silesia aktiv. Im selben Jahr wechselte er an die Albertus-Universität Königsberg, wo er sich auch dem Corps Hansea Königsberg anschloss. Als Inaktiver studierte er an der Philipps-Universität Marburg.
1914 wurde er zum Dozenten für Geschichte der Medizin an der 1907 gegründeten Akademie für praktische Medizin in Düsseldorf ernannt. Als Militärarzt wurde er im Ersten Weltkrieg General-Oberarzt. Anschließend war er Oberregierungs-Medizinalrat beim Hauptversorgungsamt Koblenz. 1923 verlegte er seinen Wohnsitz wieder nach Düsseldorf und wurde a.o. Professor an der Medizinischen Akademie Düsseldorf, die ihm 1931 ein Institut mit eigenem Hörsaal einrichtete. Etwa 225 Dissertationen hat er betreut, die zum Teil in den von Haberling 1937 begründeten Düsseldorfer Arbeiten zur Geschichte der Medizin erschienen.
Haberling war ab 1910 Mitglied der Deutschen Gesellschaft für Geschichte der Medizin, Naturwissenschaft und Technik und von 1928 bis 1939 Herausgeber der Mitteilungen dieser Gesellschaft. Seit der Gründung der Rheinischen Gesellschaft für Geschichte der Naturwissenschaft, Medizin und Technik im Jahr 1911 gehörte er deren Vorstand an. In ungezählten Vorträgen in dieser Gesellschaft hat er über medizinhistorische Themen referiert. 1939 beendete er seine Arbeit in Forschung und Lehre aus gesundheitlichen Gründen.
Wilhelm Haberlings Ehefrau Elseluise geb. Meyer-Becherer († 1945) veröffentlichte 1940 die Beiträge zur Geschichte des Hebammenstandes, Teil 1 Der Hebammenstand in Deutschland von seinen Anfängen bis zum Dreißigjährigen Krieg.

## Haberling im Nationalsozialismus
Nachdem Haberling „eine gedankliche Nähe zum Nationalsozialismus“ attestiert wurde, geben neueste Quellenfunde abermals Anlass, seine Haltung ab 1933 kritisch zu hinterfragen. Es geht hierbei um die Vorgeschichte von Haberlings Geschichte der Düsseldorfer Ärzte (s. u.), das der Düsseldorfer Geschichtsverein 1936 druckte. Haberling, der im Geschichtsverein selbst Vorstandsmitglied war, hatte in dem noch 1932 fertiggestellten Verzeichnis der Ärzte mindestens drei Ärzte jüdischen Glaubens aufgeführt, darunter den – zum Protestantismus konvertierten – herausragenden Pädiater Arthur Schlossmann. Aufgrund der Nennung dieser drei Personen verweigerte der gleichgeschaltete „Düsseldorfer Ärzteverein“ seinen Druckkostenzuschuss. Als Grund heißt es unter anderem, dass man „in der weltanschaulichen Auffassung des Verfassers, die sich in der jüdischen  Systemzeit auswirkt, einen wesentlichen Mangel“ sehe.
Im Zuge des sich anschließenden Rechtsstreits zwischen dem Geschichtsverein und dem Verlag einerseits und dem Ärzteverein andererseits, den die erstgenannte Partei in zwei Instanzen für sich entscheiden konnte, zeigte sich Haberling über die ihm vorgeworfene „judenfreundliche Haltung“ persönlich empört. Er stellte dabei seine angebliche nationalsozialistische Gesinnung heraus und behauptete, es sei ihm nur darum gegangen, das verderbliche Wirken aufzuzeigen, das „ein kleiner Trupp Juden“ im Kreis der Düsseldorfer Ärzteschaft betrieben habe. Sein Verzeichnis stelle somit ein nützliches Behelf für das nationalsozialistische, von Walter Frank geführte Reichsinstitut für Geschichte des Neuen Deutschland dar, das dazu dienen möge, den „Kampf gegen das Judentum in der Heilkunde“ entschlossen voranzutreiben.
Da Haberling nach Ausweis der Akten nicht persönlich gefährdet war – nicht zuletzt, weil der für das Reichsinstitut gutachtende Wilhelm Grau ihm zwar methodische Unfähigkeit, nicht aber Wertschätzung gegenüber den Juden attestierte –, erscheint sein Bekenntnis zum nationalsozialistischen Antisemitismus umso bedenklicher. Allerdings bedarf diese Episode aus den letzten Lebensjahren Haberlings der Einbettung in eine noch zu schreibende, idealerweise wissenschaftsgeschichtlich orientierte Biographie.

## Ehrungen
- Eisernes Kreuz II. Klasse
- Roter Adlerorden 4. Klasse
- Kaiser Wilhelm-Gedenkmedaille
- 1926: „Goldene Medaille“ der GeSoLei, der Großen Ausstellung Düsseldorf 1926 für Gesundheitspflege, soziale Fürsorge und Leibesübungen für die Organisation der Ausstellung: Zweitausend Jahre Gesundheitspflege am Rhein, verbunden mit dem Ehrensaal rheinischer Naturforscher und Ärzte
- 1931: Ehrenmitglied der Rheinischen Gesellschaft für Geschichte der Naturwissenschaft, Medizin und Technik
- 1935: Inhaber der 1925 von der Deutschen Gesellschaft für Geschichte der Medizin und der Naturwissenschaften gestifteten Sudhoff-Medaille für hervorragende wissenschaftliche Leistungen auf dem Gebiet der Geschichte der Medizin, der Naturwissenschaften oder der Technik
- 1935: Ehrenmitglied der Kgl. Rumänischen Gesellschaft für Geschichte der Medizin
- 1939: Ehrenmitglied der Accademia di Storia dell’ Arte Sanitaria
- 1939: Mitglied der Leopoldina, der Kaiserlich Leopoldinisch-Carolinischen Akademie der Naturforscher zu Halle.

## Schriften
- Das Dirnenwesen in den Heeren und seine Bekämpfung eine geschichtliche Studie. Leipzig 1914.
- Die Verwundetenfürsorge in der Schlacht bei Borodino. In: Deutsche Militärärztliche Zeitschrift. Von Schjerning-Festschrift, 1914.
- Die altrömischen Militärärzte. Berlin 1916.
- Die Verwundetenfürsorge in den Heldenliedern des Mittelalters. Jena 1917 (= Jenaer medizin-historische Beiträge. Band 10).
- Die Bildnisse des Ambroise Paré. Leipzig 1923.
- Johannes Peter Müller. Das Leben des Rheinischen Naturforschers. Akad. Verlagsgesellschaft, Leipzig 1924.
- Der Triumphwagen des Antimons – der Kampf um die Einführung des Antimons in den Arzneischatz zu Beginn der Neuzeit. Leverkusen 1927.
- Alexander von Suchten – ein Danziger Arzt und Dichter des 16. Jahrhunderts. Danzig 1929.
- Johann Winther von Andernach. Ein rheinischer Arzt und Lehrer der Heilkunde zu Paris, Metz und Straßburg (1505-1574). In: Klinische Wochenschrift. Band 11, 1932, S. 1616–1620.
- Johann Wolfgang Goethes Beziehungen zur Heilkunde.
- Heinrich Heine's medical ancestors and relatives. New York 1934
- mit Franz Hübotter, Hermann Vierordt (Hrsg.): Biographisches Lexikon der hervorragenden Ärzte aller Zeiten und Völker. 2. Auflage, Urban & Schwarzenberg, Berlin und Wien 1929–1935.
- Geschichtliches über Erkrankungen und Verletzungen der Nieren. In: Medizinische Welt. Band 9, (Berlin) 1935, S. 1449–1451.
- Die Geschichte der Düsseldorfer Ärzte und Krankenhäuser bis zum Jahre 1907. Ed. Lintz, Düsseldorf 1936 (in Aufsatzform auch erschienen in: Düsseldorfer Jahrbuch). Düsseldorf Bd. 38. 1934/1936, S. 1–141. ISSN 0342-0019

Eine 116 Titel umfassende Zusammenstellung des medizingeschichtlichen Werks Haberlings, zusammengestellt von Rudolph Zaunick, findet sich in den Mitteilungen zur Geschichte der Medizin, der Naturwissenschaften und der Technik. Darin ist auch ein Porträt Haberlings abgebildet.
Mitherausgeber
- August Hirsch, Ernst Julius Gurlt (Hrsg.): Biographisches Lexikon der hervorragenden Ärzte aller Zeiten und Völker. 6 Bände, Urban & Schwarzenberg, Wien/ Leipzig 1884–1888 (unveränderter Neudruck Mansfield o. J.; 2. Auflage, durchgesehen und ergänzt von Wilhelm Haberling, Franz Hübotter und Hermann Vierordt. 5 Bände und Ergänzungsband, Berlin und Wien 1929–1935; unveränderte Auflage München 1962).